# Medvîn, Ivankiv
Medvîn (în ucraineană Медвин) este un sat în comuna Straholissea din raionul Ivankiv, regiunea Kiev, Ucraina.

## Demografie
Componența lingvistică a localității Medvîn
     Ucraineană (89,66%)
     Rusă (6,9%)
Conform recensământului din 2001, majoritatea populației localității Medvîn era vorbitoare de ucraineană (89,66%), existând în minoritate și vorbitori de rusă (6,9%).